# サキュバス学園の犬ッ!!
『サキュバス学園の犬ッ!!』（サキュバスがくえんのいぬ、英：Welcome to Succubus High!）は、ナックルカーブによる日本の漫画作品。『WEBコミックガンマぷらす』（竹書房）にて、2018年10月25日から2023年6月16日まで連載された。生徒全員がサキュバスであるという学校に転校してきた男子生徒が主人公となっている。
北米では、英語版がセブンシーズ・エンターテインメントから出版されている。

## 登場人物
犬吠健
本作の主人公。学園で唯一の男子生徒。サキュバスにトラウマを持つ。
甘枷めぐみ
委員長。

## 書誌情報
- ナックルカーブ『サキュバス学園の犬ッ!!』竹書房〈バンブー・コミックス〉、全6巻
  1. 2019年7月5日発売[5][7]、ISBN 978-4-8019-6673-4
  2. 2020年5月29日発売[8]、ISBN 978-4-8019-6984-1
  3. 2021年2月27日発売[9]、ISBN 978-4-8019-7224-7
  4. 2021年11月11日発売[10]、ISBN 978-4-8019-7511-8
  5. 2022年10月17日発売[11]、ISBN 978-4-8019-7908-6
  6. 2023年8月17日発売[12]、ISBN 978-4-8019-8130-0